# Ochomil

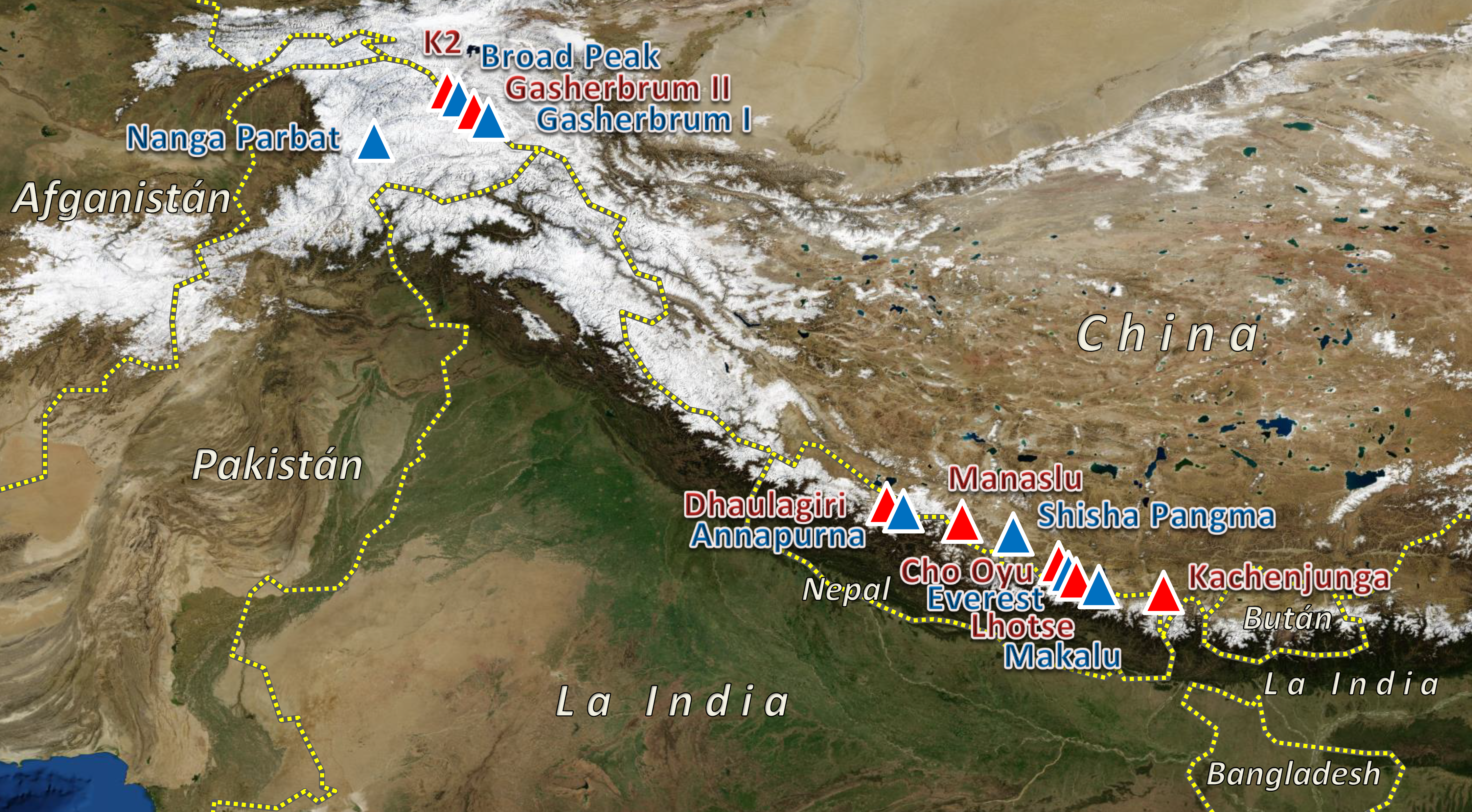
Localización de los catorce ochomiles sobre un mapa físico de Asia

Un ochomil es una elevación del terreno por encima de los 8000 m sobre el nivel del mar. El término ochomil se ha extendido y consolidado en la terminología alpinística para designar las catorce montañas independientes de la Tierra que alcanzan más de 8000 metros de altitud. Todas ellas se encuentran en las cordilleras del Himalaya y del Karakórum, ambas en Asia. Son clasificados en ochomil mayores —cinco— y en ochomil menores —nueve— por su diferencia de altitud.

## Algunos datos
|  |  |

El primer intento de unos alpinistas para coronar un ochomil fue la expedición de los británicos Albert Mummery, Geoffrey Hastings y J. Norman Collie al Nanga Parbat en 1895; acabó en fracaso, cuando Mummery y dos gurkhas, Ragobir y Goman Singh, murieron por una avalancha.
El primer ascenso con éxito de un ochomil fue el de los franceses Maurice Herzog y Louis Lachenal, que alcanzaron la cima del Annapurna el 3 de junio de 1950.
La primera persona en completar la ascensión a los catorce ochomiles fue el italiano Reinhold Messner, quien concluyó la hazaña el 16 de octubre de 1986 sin utilizar oxígeno en ninguna de sus ascensiones. Seis de ellas fueron realizadas por nuevas vías (Kangchenjunga, Cho Oyu, Manaslu, Nanga Parbat, Annapurna y Gasherbrum I). Un año después, en 1987, el polaco Jerzy Kukuczka fue el segundo en lograrlo y, hasta el 2019, fue el alpinista que lo había conseguido con el menor margen de tiempo: 7 años, 11 meses y 14 días entre la primera y la última cimas. Aunque usó oxígeno suplementario en una de sus ascensiones, la que realizó al Everest, realizó 4 de dichas ascensiones en temporada invernal (Kangchenjunga, Cho Oyu, Dhaulagiri y Annapurna). En todos los casos se trataba de la primera ascensión invernal (véase la Tabla-1). Además, 9 de estas ascensiones fueron realizadas por nuevas vías (todas, salvo las cuatro realizadas en invierno y la ascensión al Lhotse).
El alpinista que más veces ha ascendido a montañas de este tipo es el nepalí Phurba Tashi con 26 ascensiones seguido por el español Juanito Oiarzabal, con 25. Juanito Oiarzabal se marcó en 2009 el objetivo de ser la primera persona de la historia en subir dos veces a los catorce ochomiles. Apa Sherpa tiene el récord de ascensiones al monte Everest, con 21, la última lograda el 11 de mayo de 2011. El kazajo Denis Urubko realizó en 2001 la proeza de la ascensión más rápida a una montaña de más de 8000 metros, fue en el Gasherbrum II y lo ascendió en 7 horas y 30 minutos.

## Alpinistas que han alcanzado la cumbre de todos los ochomiles

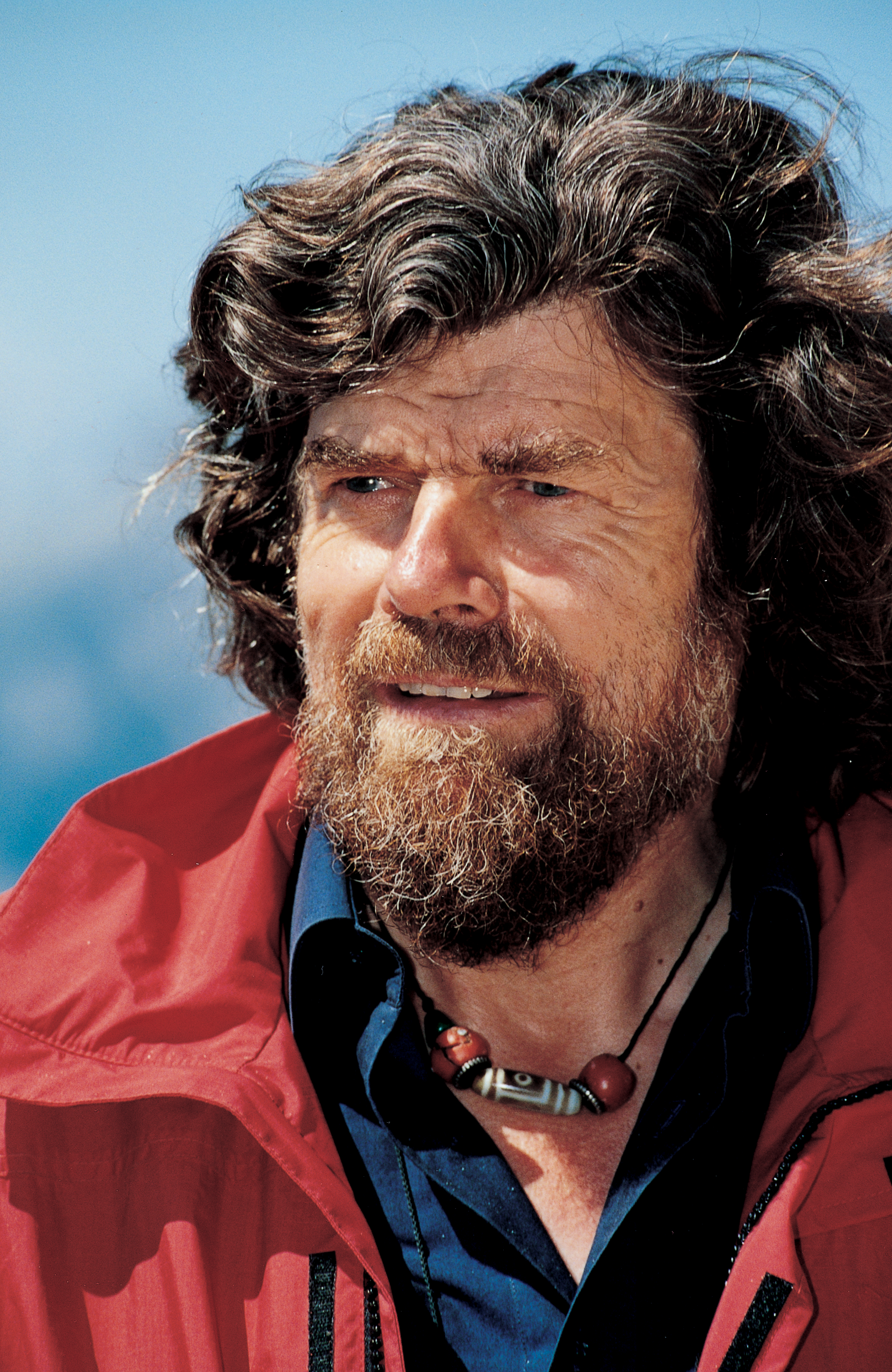
Reinhold Messner, primero en escalar los 14 ochomiles, y primero en hacerlo sin oxígeno suplementario

## Ochomiles y primeras ascensiones
| N.º | Pico          | Altura | Localización   | Primera ascensión     | Primer(os) alpinista(s) en la cumbre                                                                               | Primera ascensión en invierno | Primer(os) alpinista(s) en la cumbre en invierno                              |
| --- | ------------- | ------ | -------------- | --------------------- | --- | ----------------------------- | ----------------------------------------------------------------------------- |
| 1   | Everest       | 8848 m | China/Nepal    | 29 de mayo de 1953    | Edmund Hillary Tenzing Norgay                                                                                      | 17 de febrero de 1980         | Krzysztof Wielicki Leszek Cichy                                               |
| 2   | K2            | 8611 m | China/Pakistán | 31 de julio de 1954   | Achille Compagnoni Lino Lacedelli                                                                                  | 16 de enero de 2021           | Chhang Dawa Sherpa                                                            |
| 3   | Kanchenjunga  | 8586 m | India/Nepal    | 25 de mayo de 1955    | George Band Joe Brown                                                                                              | 11 de enero de 1986           | Jerzy Kukuczka Krzysztof Wielicki                                             |
| 4   | Lhotse        | 8516 m | China/Nepal    | 18 de mayo de 1956    | Fritz Luchsinger Ernst Reiss                                                                                       | 31 de diciembre de 1988       | Krzysztof Wielicki                                                            |
| 5   | Makalu        | 8485 m | China/Nepal    | 15 de mayo de 1955    | Jean Couzy Lionel Terray                                                                                           | 9 de febrero de 2009          | Simone Moro Denís Urubko                                                      |
| 6   | Cho Oyu       | 8188 m | China/Nepal    | 19 de octubre de 1954 | Joseph Joechler Pasang Dawa Lama Herbert Tichy                                                                     | 12 de febrero de 1985         | Maciej Berbeka Maciej Pawłikowski (Zygmunt Andrzej Heinrich) (Jerzy Kukuczka) |
| 7   | Dhaulagiri    | 8167 m | Nepal          | 13 de mayo de 1960    | Kurt Diemberger Peter Diener Nawang Dorje Nima Dorje Ernst Forrer Albin Schelbert                                  | 21 de enero de 1985           | Jerzy Kukuczka Andrzej Czok                                                   |
| 8   | Manaslu       | 8163 m | Nepal          | 9 de mayo de 1956     | Toshia Imanishi Gyalzen Norbu                                                                                      | 12 de enero de 1984           | Maciej Berbeka Ryszard Gajewski                                               |
| 9   | Nanga Parbat  | 8125 m | Pakistán       | 3 de julio de 1953    | Hermann Buhl | 26 de febrero de 2016         | Alex Txikón Simone Moro Ali Sadpara                                           |
| 10  | Annapurna     | 8091 m | Nepal          | 3 de junio de 1950    | Maurice Herzog Louis Lachenal                                                                                      | 3 de febrero de 1987          | Jerzy Kukuczka Artur Hajzer                                                   |
| 11  | Gasherbrum I  | 8080 m | China/Pakistán | 5 de julio de 1958    | Andrew Kauffman Pete Schoening                                                                                     | 9 de marzo de 2012            | Adam Bielecki Janusz Golab                                                    |
| 12  | Broad Peak    | 8051 m | China/Pakistán | 9 de junio de 1957    | Hermann Buhl Kurt Diemberger Marcus Schmuck Fritz Wintersteller                                                    | 5 de marzo de 2013            | Maciej Berbeka Adam Bielecki Artur Malek Tomasz Kowalski                      |
| 13  | Gasherbrum II | 8035 m | China/Pakistán | 7 de julio de 1956    | Josef Larch Fritz Moravec Hans Willenpart                                                                          | 2 de febrero de 2011          | Simone Moro Denís Urubko Cory Richards                                        |
| 14  | Shisha Pangma | 8027 m | China          | 2 de mayo de 1964     | Hsu Ching Chang Chun-yen Wang Fu-zhou Chen San Cheng Tien-liang Wu Tsung-yue Sodnam Doji Migmar Trashi Doji Yonten | 14 de enero de 2005           | Piotr Morawski Simone Moro                                                    |

## Alpinistas que han alcanzado la cumbre de todos los ochomiles[3][11]
|    | Nombre                 | sin O2 adicional | Año                               | Nacionalidad   |
| -- | ---------------------- | ---------------- | --------------------------------- | -------------- |
| 1  | Reinhold Messner       | 1                | 1970-1986                         | Italiano       |
| 2  | Jerzy Kukuczka         |                  | 1979-1987                         | Polaco         |
| 3  | Erhard Loretan         | 2                | 1982-1995                         | Suizo          |
| 4  | Carlos Carsolio        | *                | 1985-1996 (mayo)                  | Mexicano       |
| 5  | Krzysztof Wielicki     |                  | 1980-1996 (septiembre)            | Polaco         |
| 6  | Juanito Oiarzabal      | 3                | 1985-1999*                        | Español        |
| 7  | Sergio Martini         |                  | 1983-2000                         | Italiano       |
| 8  | Park Young-Seok        |                  | 1993-2001 (julio)                 | Surcoreano     |
| 9  | Um Hong-Gil            |                  | 1988-2001 (septiembre)            | Surcoreano     |
| 10 | Alberto Iñurrategi     | 4                | 1991-2002                         | Español        |
| 11 | Hang Wang-Yong         |                  | 1994-2003                         | Surcoreano     |
| 12 | Edmund Viesturs        | 5                | 1989-2005                         | Estadounidense |
| 13 | Silvio Mondinelli      | 6                | 1993-2007                         | Italiano       |
| 14 | Iván Vallejo           | 7                | 1997-2008                         | Ecuatoriano    |
| 15 | Denis Urubko           | 8                | 2000-2009 (11 de mayo)            | Kazajo         |
| 16 | Ralph Dujmovits        |                  | 1990-2009 (20 de mayo)            | Alemán         |
| 17 | Veikka Gustafsson      | 9                | 1993-2009 (julio)                 | Finlandés      |
| 18 | Andrew Lock            |                  | 1993-2009 (octubre)               | Australiano    |
| 19 | João Garcia            | 10               | 1993-2010 (17 de abril)           | Portugués      |
| 20 | Piotr Pustelnik        |                  | 1990-2010 (27 de abril, 13 horas) | Polaco         |
| 21 | Edurne Pasaban         |                  | 2001-2010 (17 de mayo)            | Española       |
| 22 | Abele Blanc            |                  | 1992-2011 (26 de abril)           | Italiano       |
| 23 | Mingma Sherpa          |                  | 2000-2011 (20 de mayo)            | Nepalés        |
| 24 | Gerlinde Kaltenbrunner | 11               | 1998-2011 (23 de agosto)          | Austriaca      |
| 25 | Vassily Pivtsov        | *                | 2001-2011                         | Kazajo         |
| 26 | Maxut Zhumayev         | 12               | 2001-2011                         | Kazajo         |
| 27 | Kim Jae-Soo            |                  | 2000-2011                         | Surcoreano     |
| 28 | Mario Panzeri          | 13               | 1988-2012                         | Italiano       |
| 29 | Hirotaka Takeuchi      |                  | 1995-2012                         | Japonés        |
| 30 | Chhang Dawa Sherpa     |                  | 2001-2013                         | Nepalés        |
| 31 | Kim Chang-Ho           | 14               | 2005-2013                         | Surcoreano     |
| 32 | Carlos Pauner          |                  | 2001-2013                         | Español        |
| 33 | Jorge Egocheaga        |                  | 2002-2014                         | Español        |
| 34 | Radek Jaroš            | 15               | 1998-2014                         | Checo          |
| 35 | Nives Meroi            | 16               | 1998-2017                         | Italiana       |
| 35 | Romano Benet           | 16               | 1998-2017                         | Italiano       |
| 37 | Peter Hámor            | 18               | 1998-2017                         | Eslovaco       |
| 38 | Azim Gheychisaz        | 19               | 2008-2017                         | Iraní          |
| 39 | Ferrán Latorre         |                  | 1999-2017                         | Español        |
| 40 | Oscar Cadiach          | 20               | 1984-2017                         | Español        |

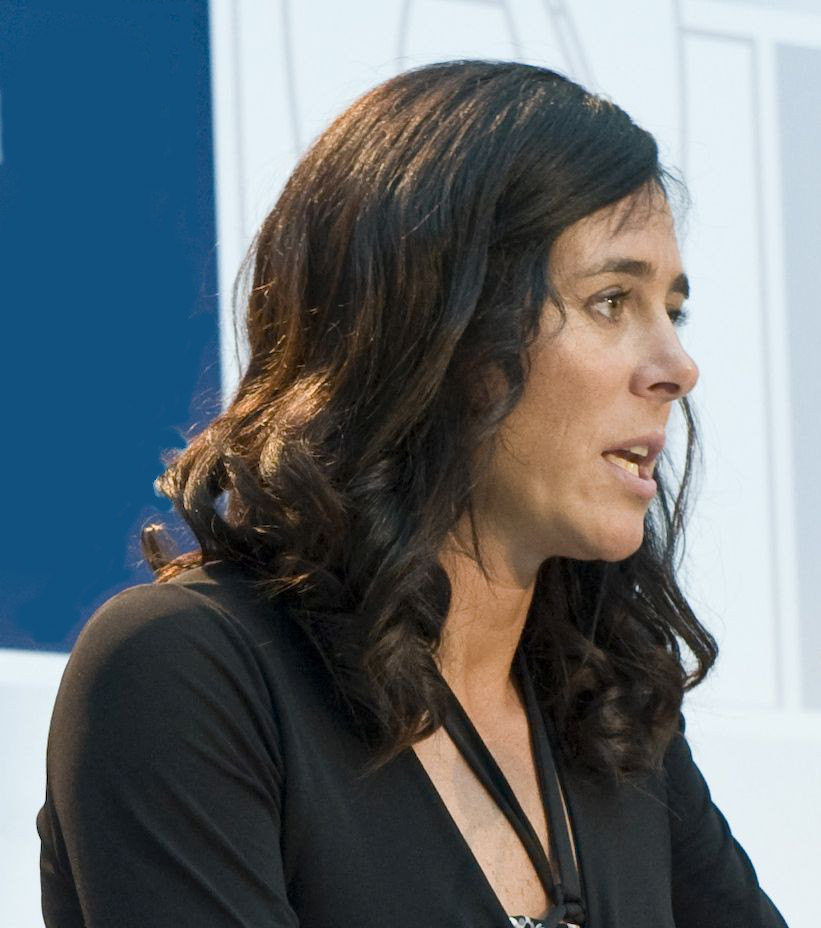
Edurne Pasaban, primera mujer en escalar los 14 ochomiles después de invalidarse la reclamación de la coreana Oh Eun-sun

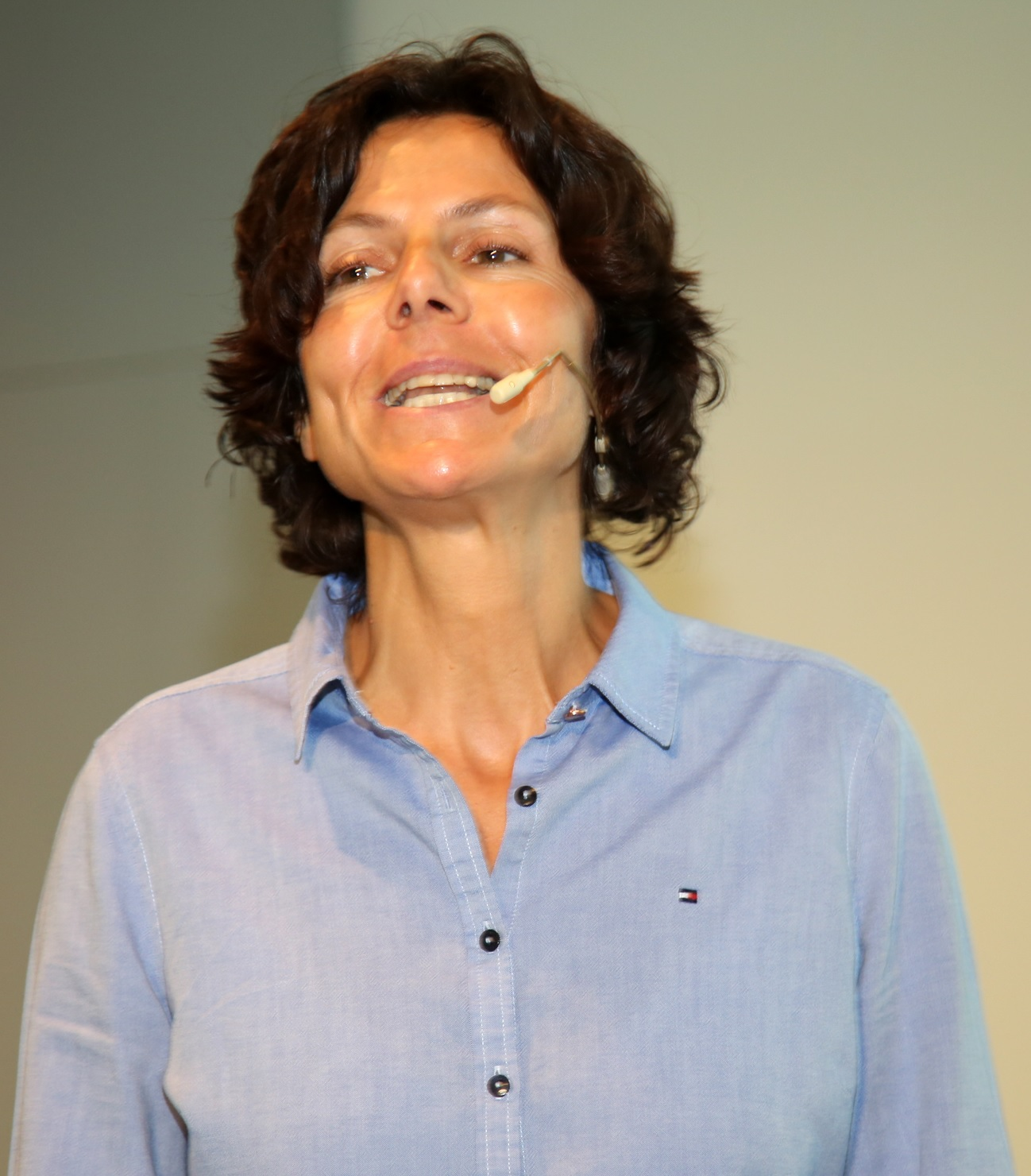
Gerlinde Kaltenbrunner, primera mujer en escalar los 14 ochomiles sin oxígeno suplementario

Nirmal Purja llegó a la cima de las 14 cumbres de 8000 metros del mundo en 2019, estableciendo el récord del menor plazo en conseguirlo, empleando tan solo 6 meses y 6 días.
* No usó oxígeno voluntariamente, pero se le suministró oxígeno de emergencia.

## Accidentes mortales registrados
Muertes por encima del campamento base en los catorce ochomiles entre 1950 y marzo de 2012.

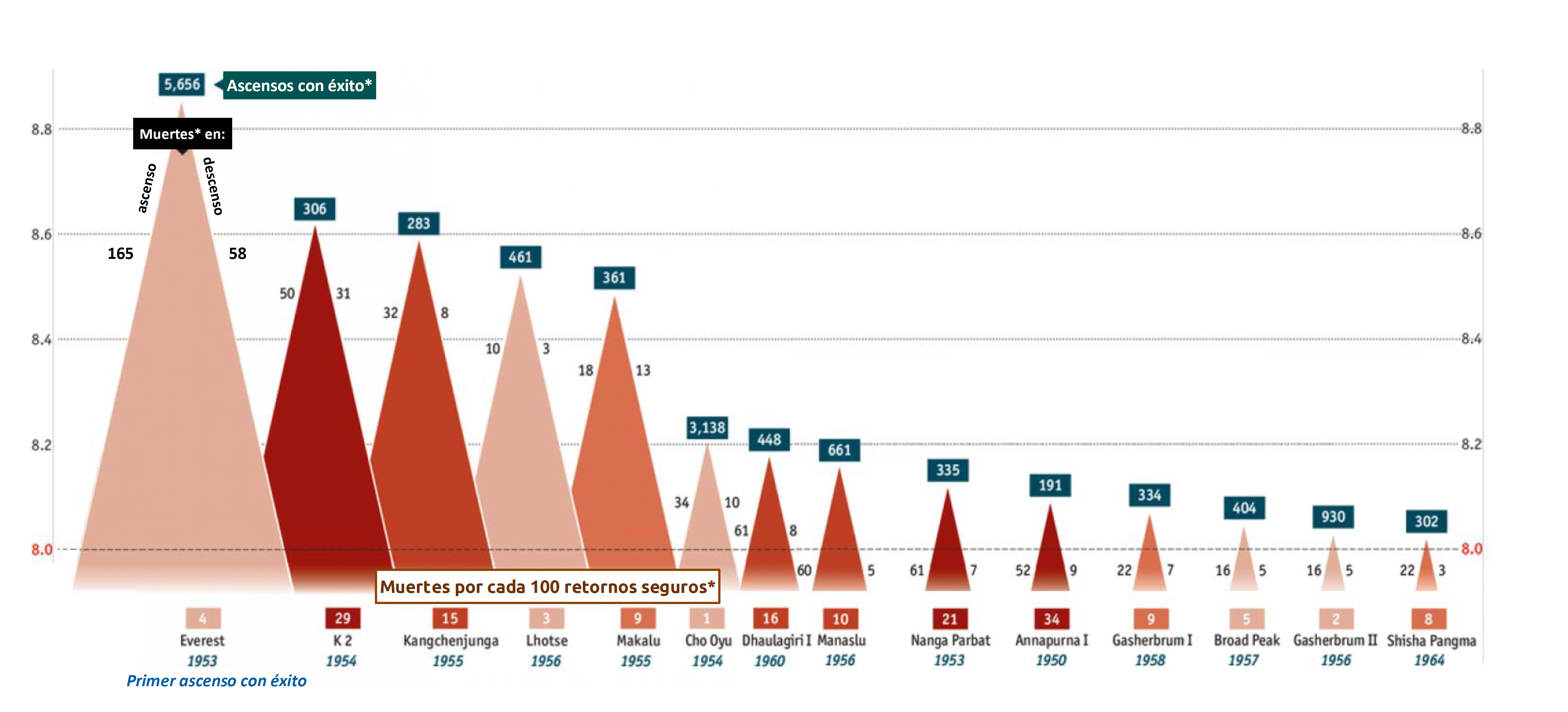
Accidentes mortales en los 14 ochomiles entre 1950 y marzo de 2012

| N.º | Pico          | Muertes ascenso | Muertes descenso | Muertes Totales | Cimas Totales | Muertes por cada 100 descensos seguros | Orden de peligrosidad entre los 8000 | Primera Cima |
| --- | ------------- | --------------- | ---------------- | --------------- | ------------- | -------------------------------------- | ------------------------------------ | ------------ |
| 1   | Everest       | 165             | 58               | 223             | 5656          | 4                                      | 11                                   | 1953         |
| 2   | K2            | 50              | 31               | 81              | 306           | 29                                     | 2                                    | 1954         |
| 3   | Kanchenjunga  | 32              | 8                | 40              | 283           | 15                                     | 5                                    | 1955         |
| 4   | Lhotse        | 10              | 3                | 13              | 461           | 3                                      | 12                                   | 1956         |
| 5   | Makalu        | 18              | 13               | 31              | 361           | 9                                      | 7                                    | 1955         |
| 6   | Cho Oyu       | 34              | 10               | 44              | 3138          | 1                                      | 14                                   | 1954         |
| 7   | Dhaulagiri    | 61              | 8                | 69              | 448           | 16                                     | 4                                    | 1960         |
| 8   | Manaslu       | 60              | 5                | 65              | 661           | 10                                     | 6                                    | 1956         |
| 9   | Nanga Parbat  | 61              | 7                | 68              | 335           | 21                                     | 3                                    | 1953         |
| 10  | Annapurna     | 52              | 9                | 61              | 191           | 34                                     | 1                                    | 1950         |
| 11  | Gasherbrum I  | 22              | 7                | 29              | 334           | 9                                      | 8                                    | 1958         |
| 12  | Broad Peak    | 16              | 5                | 21              | 404           | 5                                      | 10                                   | 1957         |
| 13  | Gasherbrum II | 16              | 5                | 21              | 930           | 2                                      | 13                                   | 1956         |
| 14  | Shisha Pangma | 22              | 3                | 25              | 302           | 8                                      | 9                                    | 1964         |

## Galería

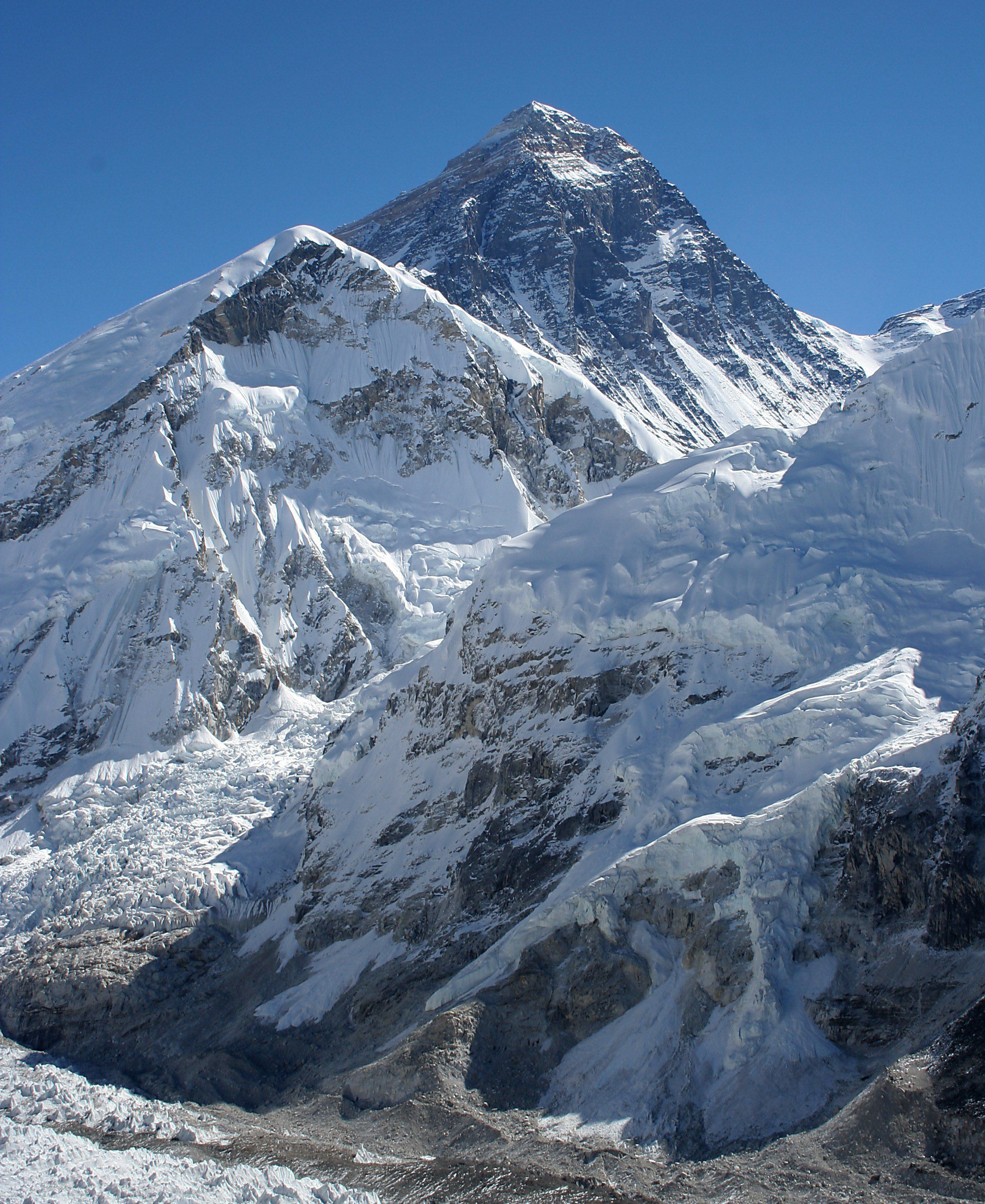
Monte Everest
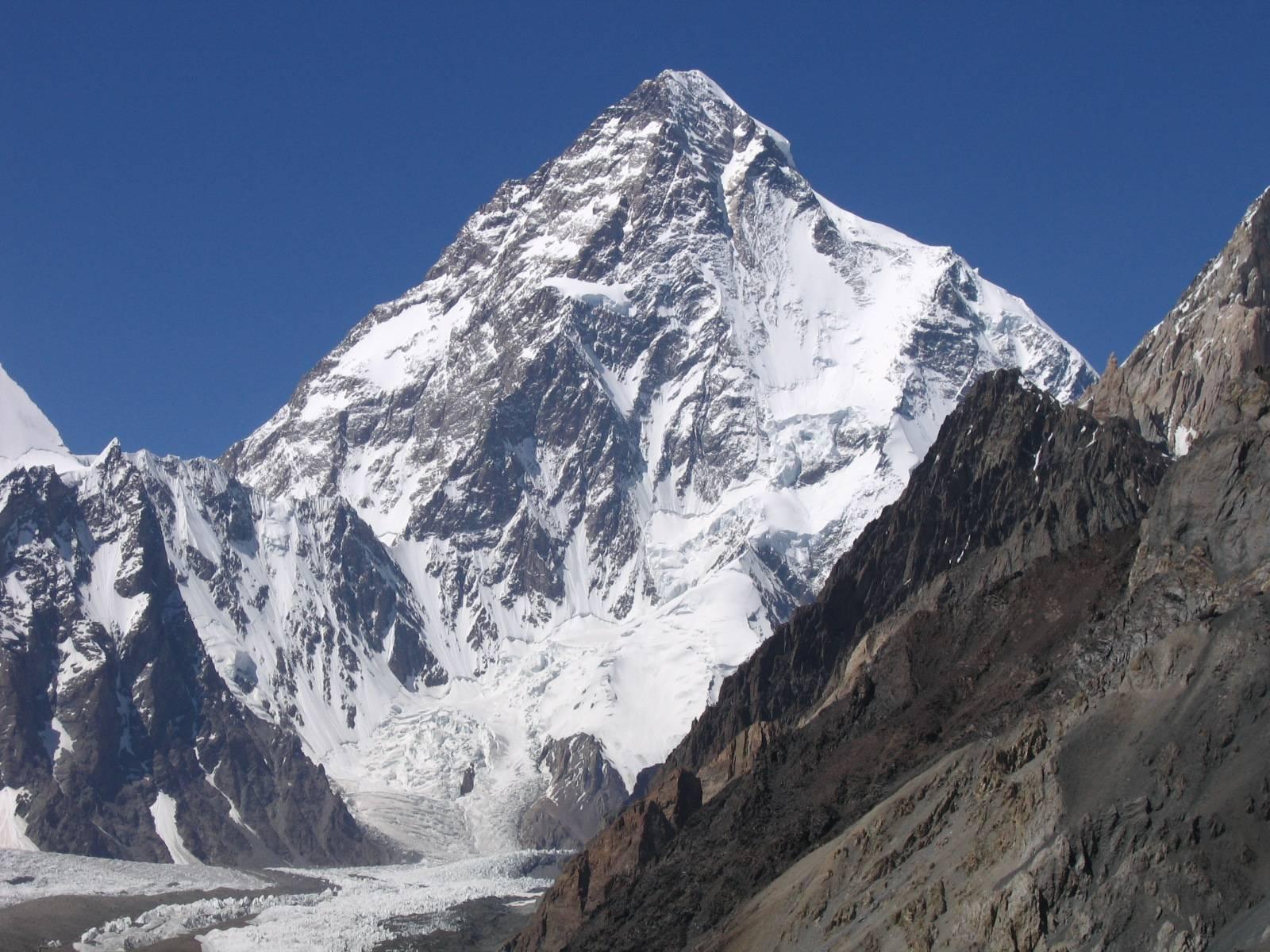
K2
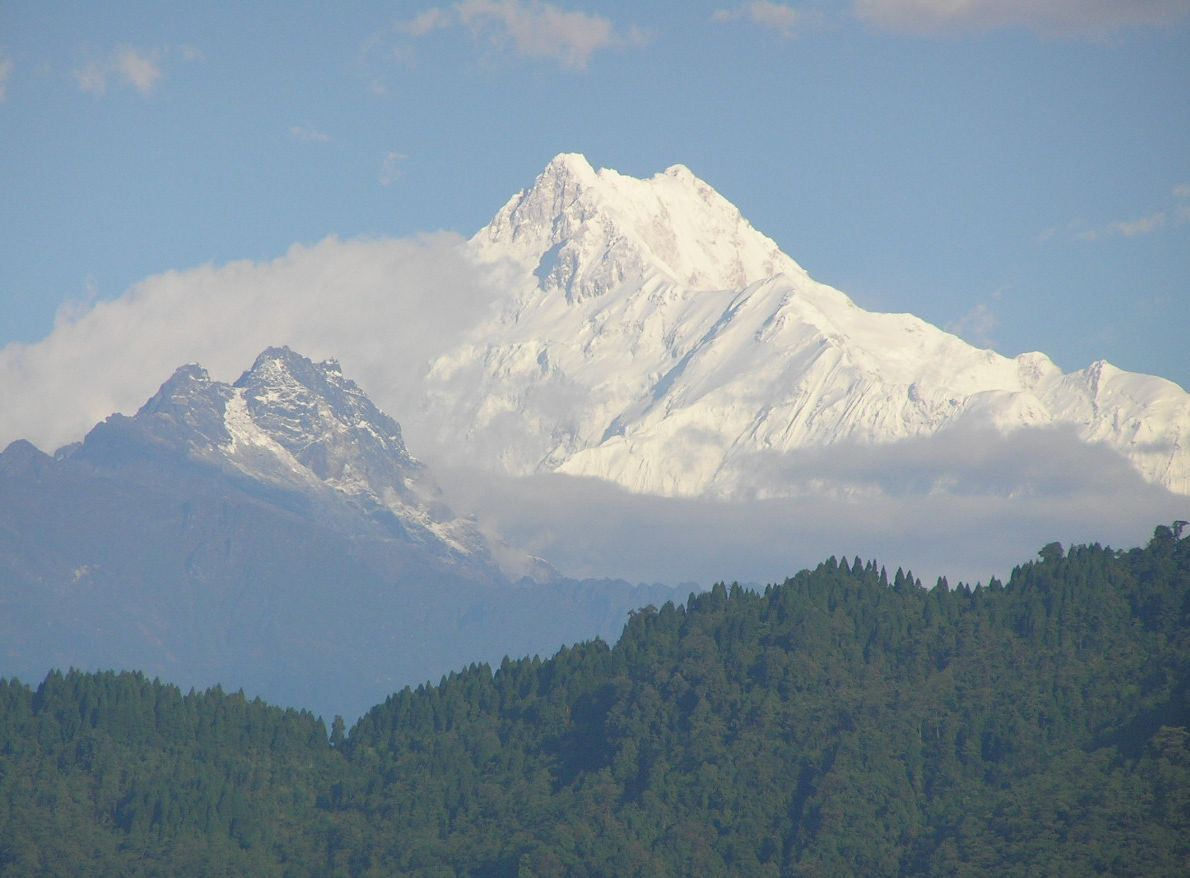
Kanchenjunga
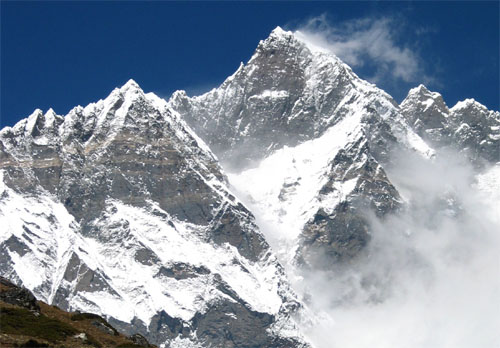
Lhotse
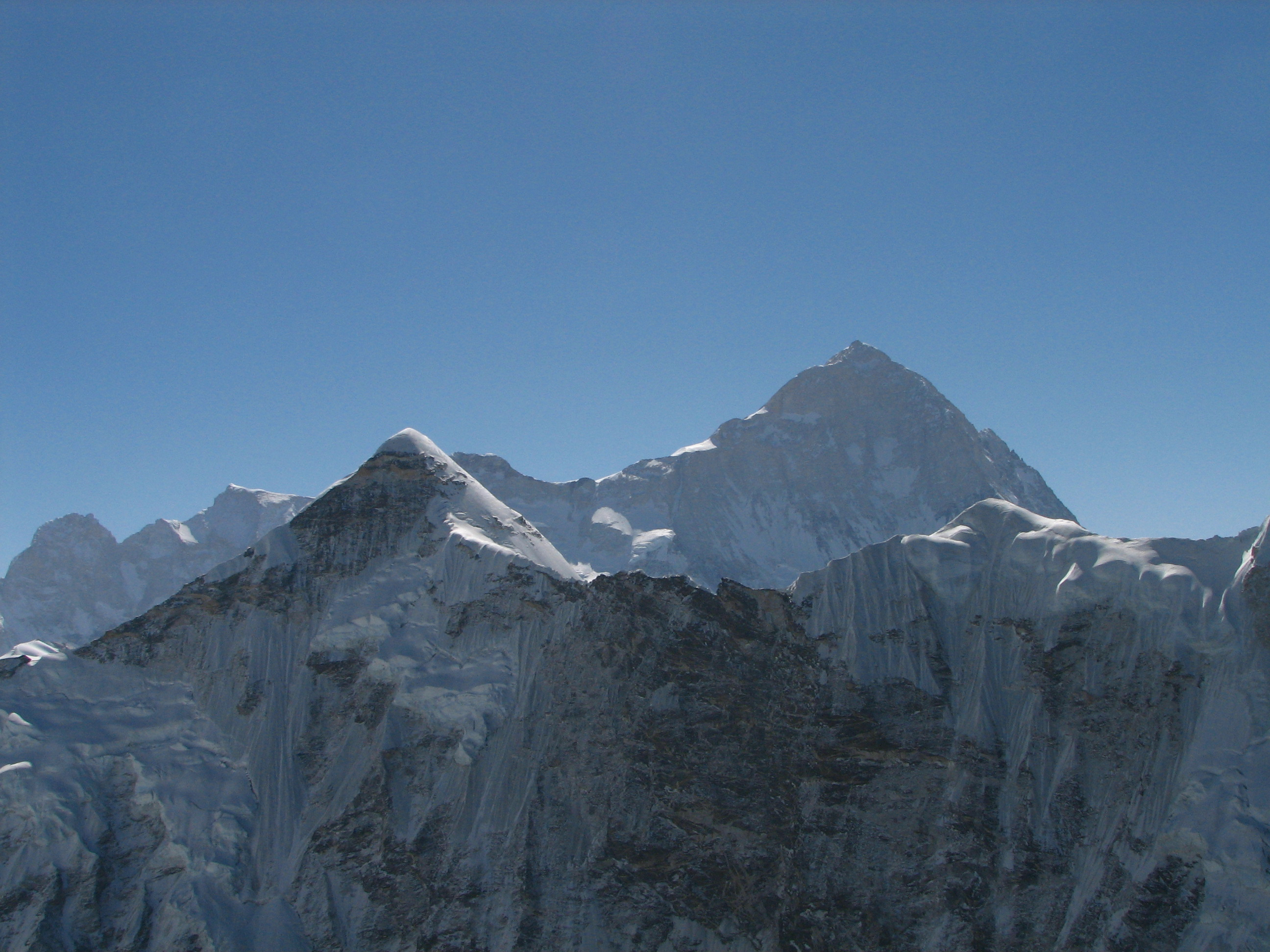
Makalu
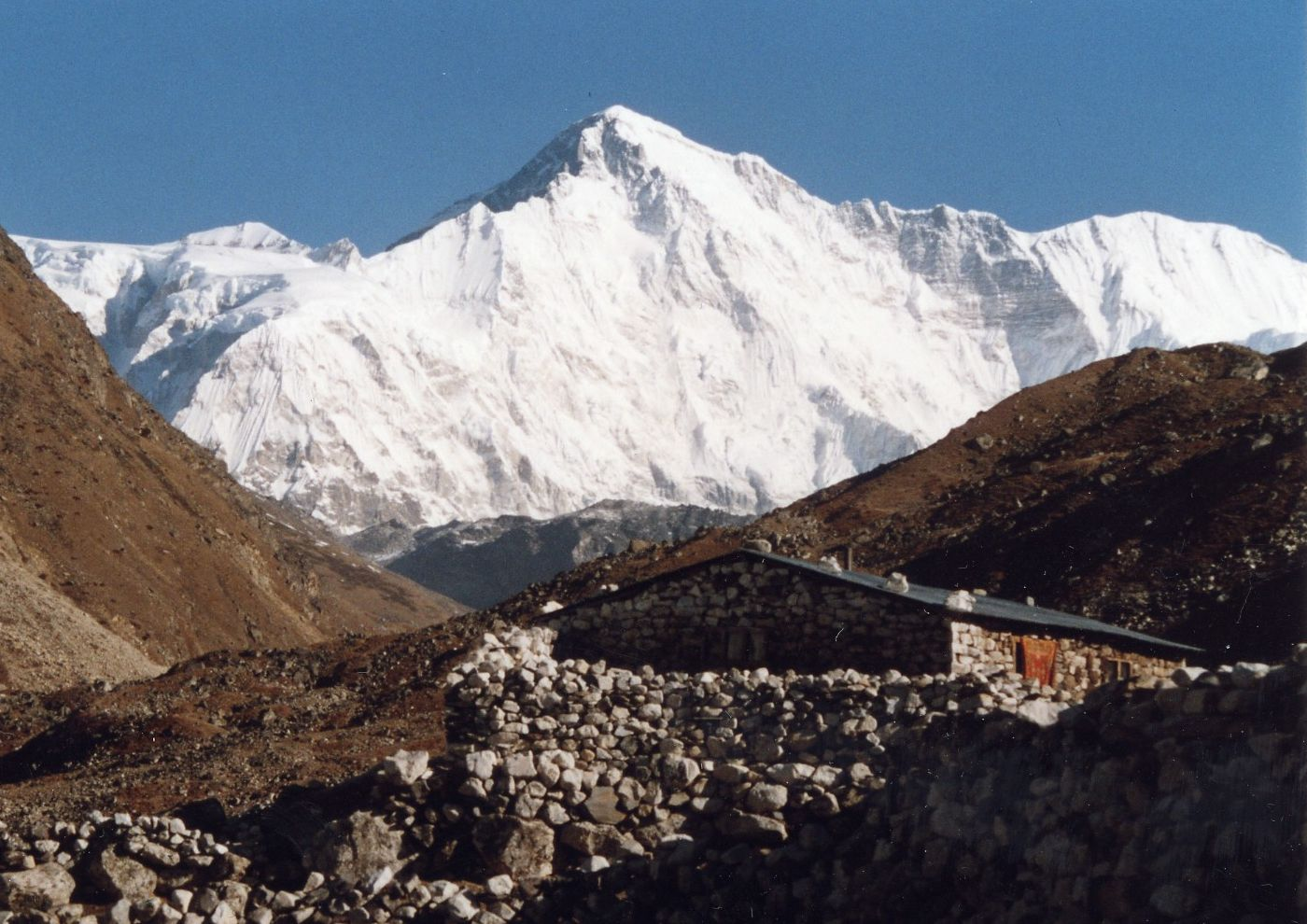
Cho Oyu
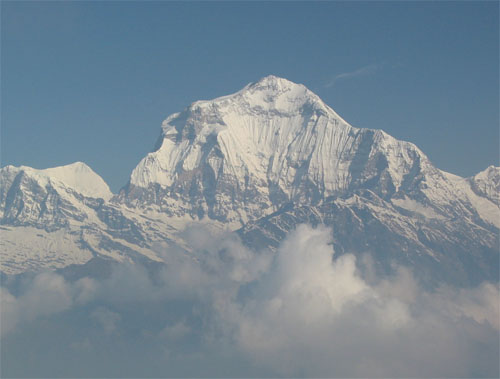
Dhaulagiri
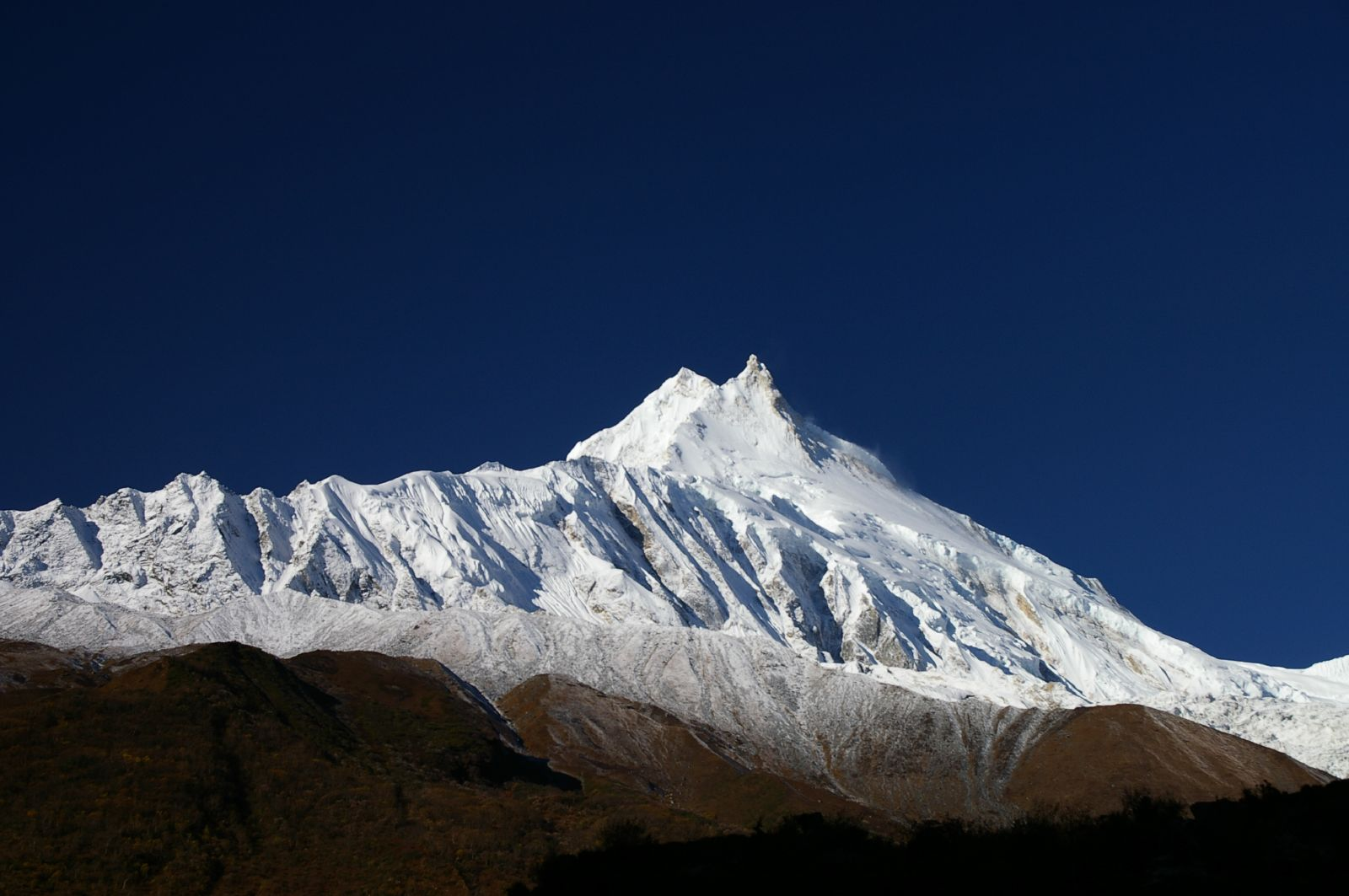
Manaslu
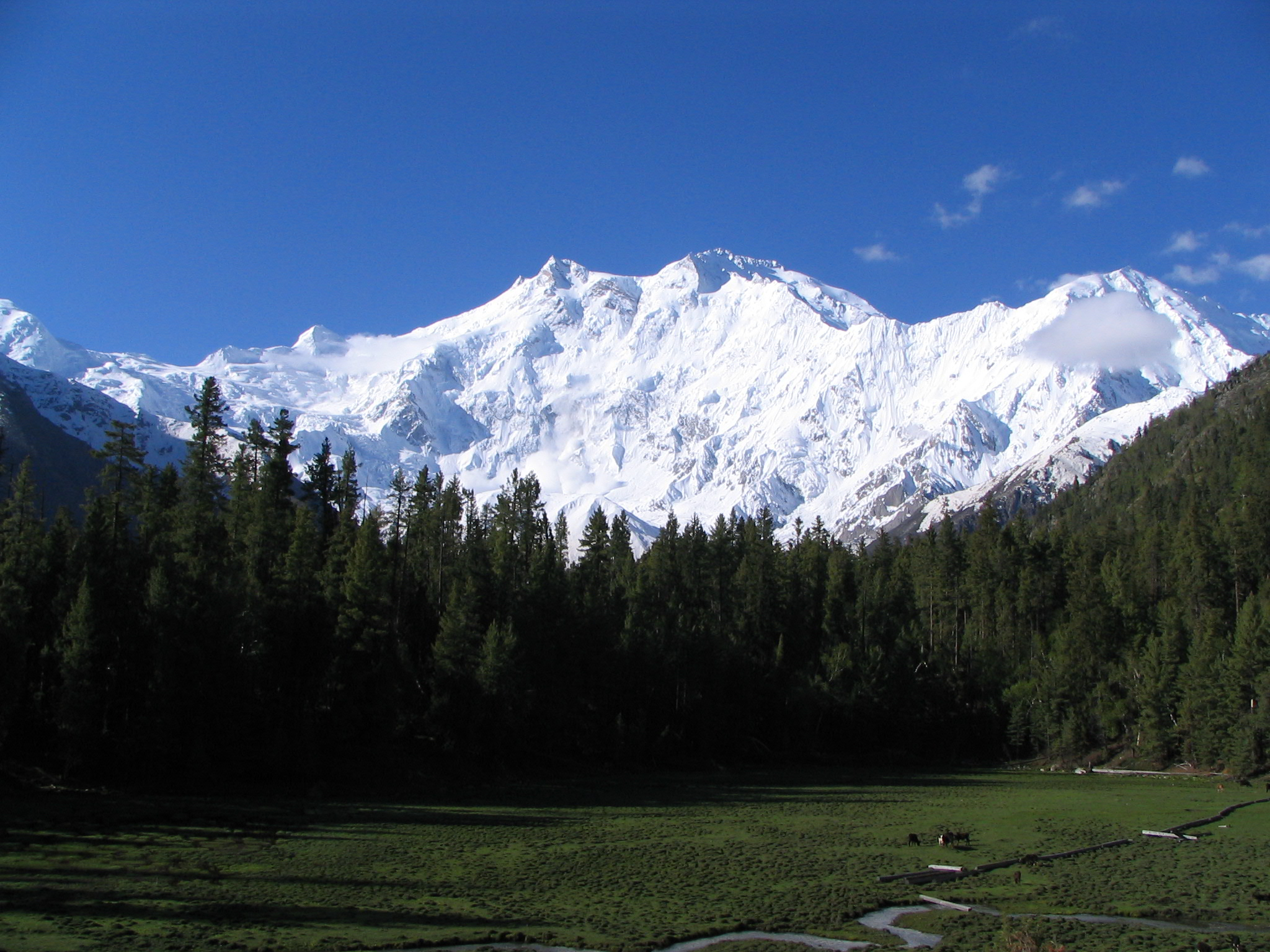
Nanga Parbat
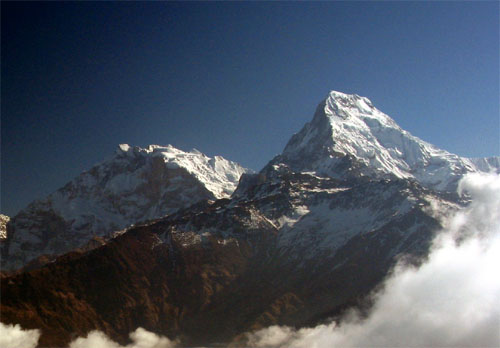
Annapurna
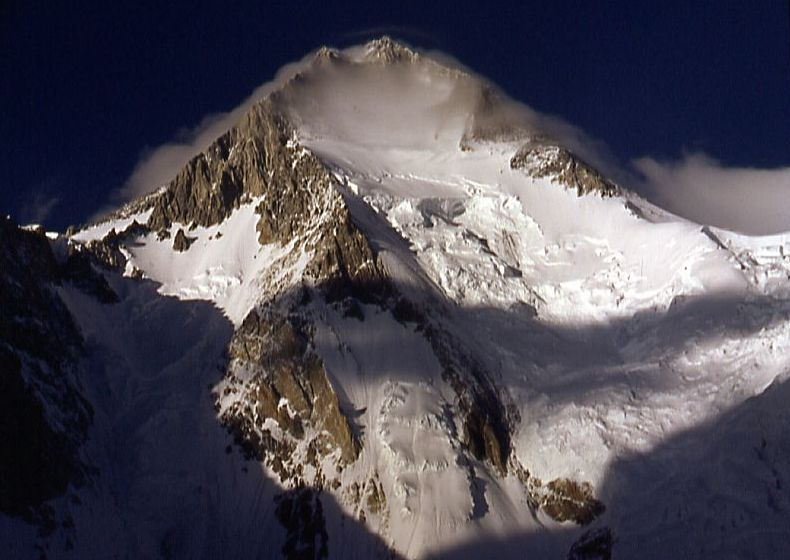
Gasherbrum I
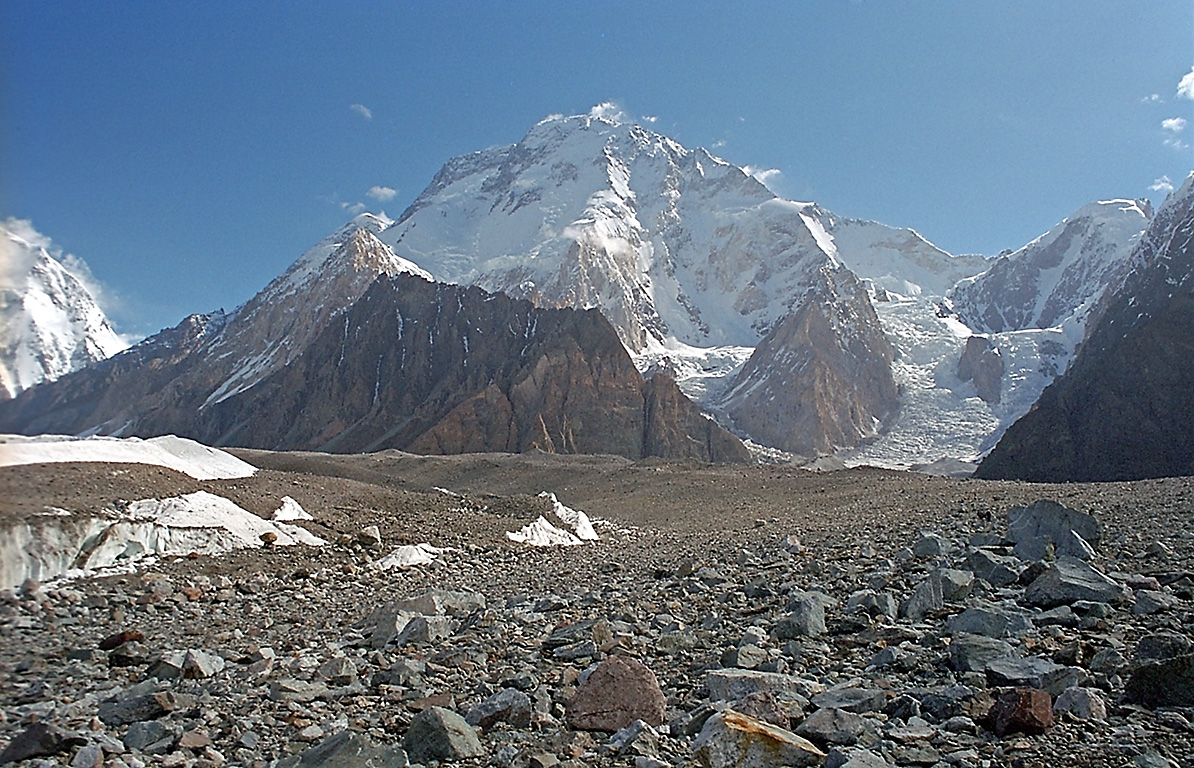
Broad Peak
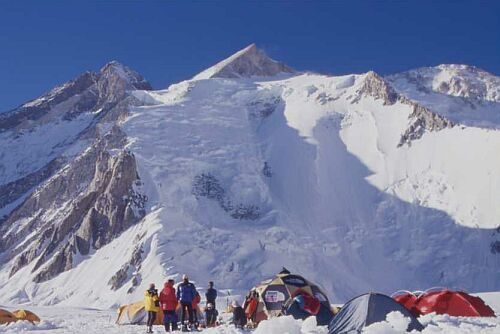
Gasherbrum II
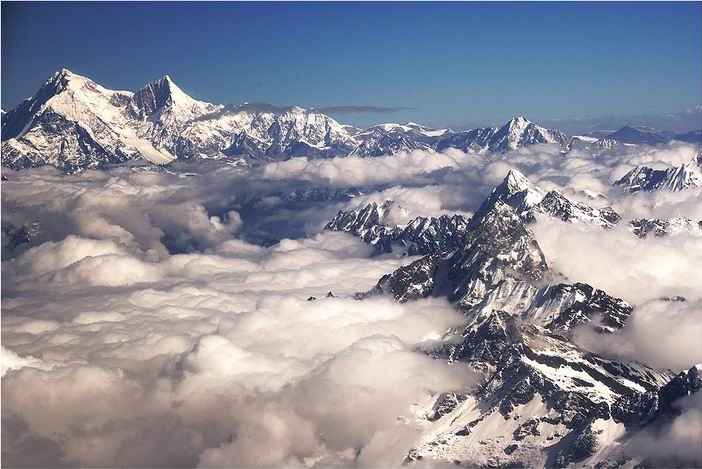
Shisha Pangma

## Los catorce ochomiles y las Siete Cumbres
El siguiente gráfico representa a escala la altura de los catorce ochomiles y su relación con las Siete Cumbres y las Siete Segundas Cumbres de cada continente (considerando las cimas incluidas en las listas elaboradas tanto por Reinhold Messner como por Richard Bass):

Comparación de las alturas de los ochomiles (triángulos rojos) con las Siete Cumbres y las Siete Segundas Cumbres de cada continente